# Phosphatiertes Distärkephosphat
Phosphatiertes Distärkephosphat ist ein Derivat der Stärke, das zu den Stärkeestern gehört. Diese modifizierte Stärke zählt zu den Lebensmittelzusatzstoffen und ist in der Europäischen Union als E 1413 zugelassen.

## Herstellung
Die Herstellung erfolgt mithilfe von Distärkephosphat und Phosphoroxychlorid.

## Eigenschaften
Da die Stärkeketten durch Phosphate verestert wurden und über Phosphatgruppen miteinander vernetzt sind, verbindet das Distärkephosphat die Eigenschaften des Monostärkephophats und des Distärkephosphats. Aufgrund dessen ist es besonders stabil bei hohen Temperaturen und mechanischer Belastung. Es ist ebenfalls in Anwesenheit von Säuren und beim Einfrieren und Auftauen stabil.

## Verwendung

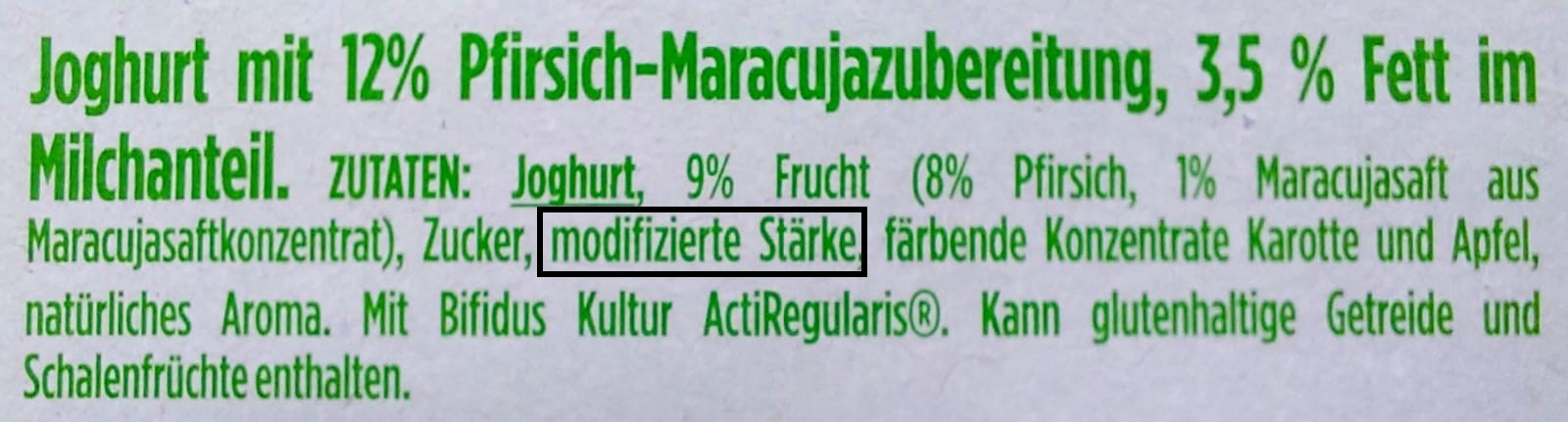
Zutatenliste: Inhaltsstoffangabe von modifizierter Stärke ohne Angabe der E-Nummer

Das phosphatierte Distärkephosphat dient als Verdickungsmittel, Stabilisator und Trägerstoff. Es wird bei der Produktion von Fertiggerichten, Tiefkühlprodukten, Puddingpulver und Backwaren wie Brot verwendet. Zudem findet es Anwendung bei der Fertigung von Saucen, Dressings und Milcherzeugnissen. In der Papier-, Textil- und Waschmittelindustrie wird es für Leim- und Klebstoff verwendet.

## Rechtliche Situation
In der Europäischen Union sind die Lebensmittelzusatzstoffe gemäß des Anhangs II der Verordnung (EG) Nr. 1333/2008 (Stand August 2021) sowie in der Schweiz, gemäß der Zusatzstoffverordnung (ZuV) (Stand: Juli 2020) aufgelistet. Das phosphatierte Distärkephosphat ist weiterhin zugelassen.

## Gesundheitliche Risiken
Da dieses Stärkederivat wie natürliche Stärke verdaut wird, gilt es als gesundheitlich unbedenklich. Es existiert keine Angabe für die erlaubte Tagesdosis. In Säuglingsnahrung und Kleinkindnahrung gibt es jedoch eine Höchstmengenbeschränkung von 50 Gramm Zusatzstoff pro Kilogramm Lebensmittel.